# Sad (Mazanówka)
Sad – część wsi Mazanówka w Polsce położona w województwie lubelskim, w powiecie bialskim, w gminie Tuczna.
Wierni kościoła rzymskokatolickiego należą do parafii Trójcy Świętej w Huszczy.
W latach 1975–1998 Sad administracyjnie należał do województwa bialskopodlaskiego.